# Reggae Gold 1993
Reggae Gold 1993 – pierwszy album z serii składanek Reggae Gold, wydawanej przez nowojorską wytwórnię VP Records.
Płyta ukazała się 7 czerwca 1993 roku. Produkcją całości zajęli się Chris Chin oraz David "Dave Love" Sanguinetti.

## Lista utworów
1. Sanchez - "Fall In Love"
2. Maxi Priest & Terror Fabulous - "Dreaming"
3. Capleton - "Everybody"
4. Daddy Screw - "Loverman"
5. Beres Hammond - "Sweetness"
6. Cutty Ranks - "Limb By Limb"
7. Pam Hall - "I Will Always Love You"
8. Terror Fabulous & Nadine Sutherland - "Action"
9. Buju Banton & Nadine Sutherland - "Wicked Dickie"
10. Baby Wayne - "Move With The Crowd"
11. Garnett Silk - "Hello Africa"
12. Terror Fabulous - "Position"
13. Mega Banton - "Sound Boy Killing"
14. Jigsy King - "Gal A Fuss"
15. Ninja Kid - "Boom By By"
16. Terror Fabulous - "Glamarous"